# Котуранова, Ирина Дмитриевна
Ирина Дмитриевна Котуранова (в девичестве Никольская; 22 сентября 1985, Калуга) — российская футболистка, нападающая, игрок в футзал и мини-футбол. Выступала за сборную России по футзалу. Мастер спорта России международного класса.

## Биография
В детстве занималась лёгкой атлетикой — бегом с барьерами. В 16 лет перешла в футбол по приглашению тренера Галины Добычиной. В 2003 году выступала в высшей лиге России в составе клуба «Анненки» (Калуга), приняла участие в 8 матчах. В 2011 году была в заявке клуба «Калужаночка», игравшего в первом дивизионе.
Также занималась футзалом и мини-футболом. Выступала за клуб «Рокада» (Волгоград) и команды Калуги. В футзале — обладательница Кубка УЕФА 2004 года в составе калужского клуба, победительница клубного чемпионата Европы 2008 года в составе «Рокады». Со сборной России по футзалу в 2008 году заняла четвёртое место на чемпионате мира, в 2009 году стала чемпионкой Европы, в 2017 году снова была четвёртой на чемпионате мира.
В мини-футболе в составе «Калужаночки» выступает около 10 лет, трижды становилась победительницей первого дивизиона России (2012, 2013, ?). Является капитаном команды и одним из её лучших бомбардиров. Лучший бомбардир финального турнира первой лиги 2013 года, 2018 года (9 голов), неоднократно была в числе лучших бомбардиров зонального турнира МРО «Центр». Вызывалась в состав сборной России по мини-футболу.
Работает доцентом кафедры физвоспитания Калужского государственного университета им. К. Э. Циолковского, по состоянию на 2020—2021 годы — и. о. заведующего кафедрой.

## Личная жизнь
Замужем, две дочери. До середины 2010-х годов выступала под фамилией Никольская.
Сестра Светлана Никольская (род. 1982) — также футболистка.